# بیرگیت هاگن
بیرگیت هاگن (آلمانی: Birgit Hagen؛ زادهٔ ۶ ژوئن ۱۹۵۷) بازیکن هاکی روی چمن اهل آلمان است.